# Reprographievergütung
Die Reprographievergütung ist der in Österreich gesetzlich festgelegte Anspruch auf angemessene Vergütung für das Kopieren von Werken der Literatur, der bildenden Künste und von Noten zum eigenen Gebrauch. Sie ist neben der Leerkassettenvergütung für die Privatkopie ein eigener Anspruch.
Das von der Literar-Mechana bei Importeuren und bestimmten Betreibern von Kopiergeräten eingehobene Geld wird an die bezugsberechtigten Urheber, Autoren, Verleger und Rechtsnachfolger verteilt – als finanzieller Ausgleich für die durch Kopien zum eigenen Gebrauch entgangenen Gewinne.
Das Inkasso der Reprographievergütung ist durch Gesamtverträge und Rahmenverträge mit den Verbänden und den Innungen der
Wirtschaftskammer sowie dem Bundesministerium für Wissenschaft und Verkehr und weiteren Trägereinrichtungen geregelt. 2014 betrugen die Einnahmen aus der Reprografievergütung € 8,7 Mio.